# Seidel (Unternehmen)

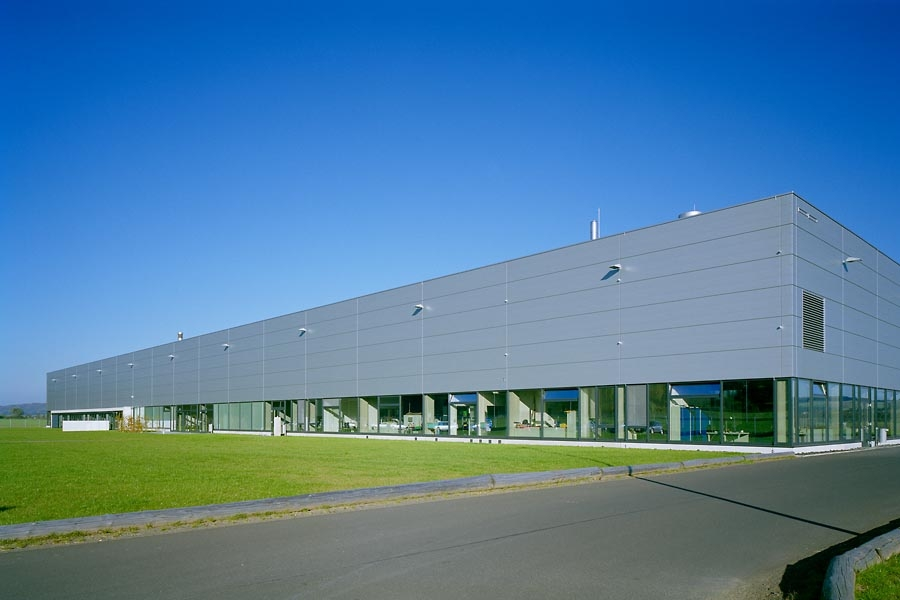
Das Seidel-Werk in Fronhausen

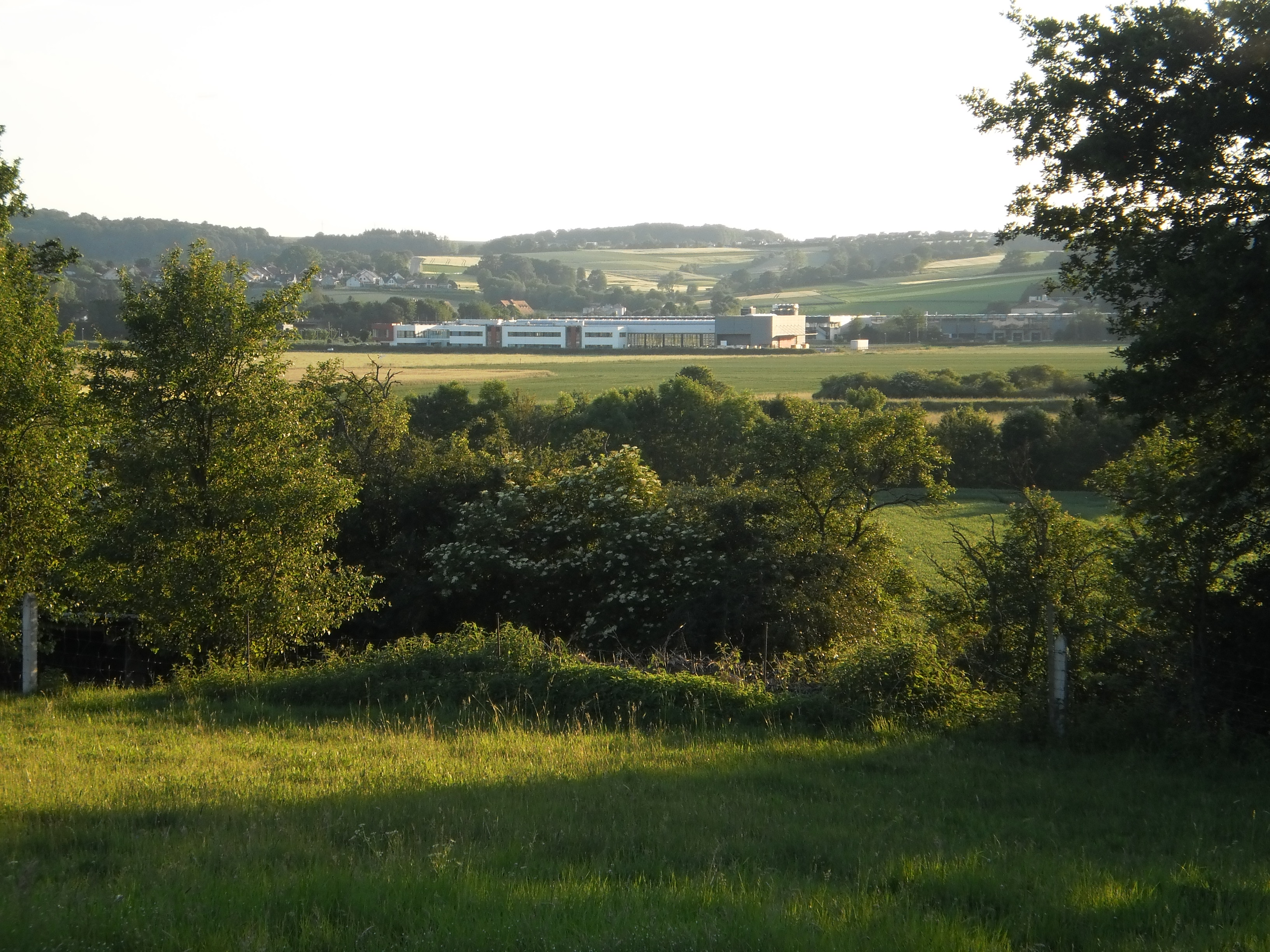
Seidel in Fronhausen rechts hinter dem Gebäude der Schneider GmbH im Lahntal

Die Seidel GmbH & Co. KG ist ein deutsches mittelständisches Unternehmen in der metallverarbeitenden Industrie mit Sitz in Marburg, das Industrieunternehmen der Kosmetik- und Pharmaindustrie sowie Hersteller von Schreib- und Haushaltswaren mit Primärverpackungen aus Aluminium und Kunststoff beliefert.

## Geschichte
Das Unternehmen wurde 1830 von A. Louis Seidel als Zinngießerei in Marburg gegründet und gehört damit zu den ältesten durchgehend existierenden Firmen des Metallguss-Gewerbes in der Region. 1972 übernahm Hermann Ritzenhoff die Firma von der Familie Seidel.
2017 und 2018 spendete die gesamte Belegschaft von Seidel nach einem Aufruf der Geschäftsleitung über 3.300 gesammelte Überstunden zugunsten eines ihrer Kollegen, dessen Sohn schwer an Leukämie erkrankt war. Die Aktion löste ein bundesweites Medienecho aus. In der Folge wurden die Mitarbeiter der Firma Seidel GmbH & Co. KG sowie ihrer Schwesterfirma Carus GmbH & Co. KG Ende März 2018 durch den Hessischen Finanzminister Thomas Schäfer im Namen der Hessischen Landesregierung als „Menschen des Respekts“ ausgezeichnet. Das Unternehmen sieht die Spende als Bestätigung ihrer guten Unternehmenskultur.

## Unternehmen
Der Hauptsitz der Seidel GmbH & Co. KG befindet sich in Marburg (Hessen). Zum Unternehmen gehört ein weiterer Produktionsstandort in Fronhausen sowie ein Logistikzentrum in Dreihausen.
Die Kompetenz des Metallverarbeiters besteht in der Entwicklung, Aluminiumumformung durch mehrstufiges Tiefziehen, Oberflächenveredelung durch Eloxieren, Montage der vollständigen Primärverpackungen sowie die Logistik zur ressourcensparenden Kombination aller Produktionsschritte.
Mit ihren rund 700 Mitarbeitern an drei Standorten in Mittelhessen produziert Seidel rund 350 Millionen Teile im Jahr. Die Erzeugnisse sind u. a. Cremetiegel, Mascara- und Lippenstifthülsen mit mechanischer Kunststoffkomponente, Flakon-Kappen und dazugehörige Krägen. Laut Eigenaussage ist Seidel „Weltmarktführer im Bereich der Aluminiumdesignprodukte“.
Im Werk Fronhausen werden für Carus LED-Leuchten produziert. Materialaufwand und Gewicht der einzelnen Leuchte sind um 60 Prozent niedriger als bei anderen LED-Leuchten.

## Auszeichnungen
- Das neu erbaute Produktionsgebäude in Fronhausen wurde 2006 mit dem Domico-Baupreis und 2008 mit der Simon-Louis-du-Ry-Plakette für gute Architektur in Hessen ausgezeichnet.[14]
- 2015: Hessischer Landespreis für die beispielhafte Beschäftigung und Integration schwerbehinderter Menschen[15]

- 2018: Preis „Familienfreundliches Unternehmen“ der Universitätsstadt Marburg und des Landkreises Marburg-Biedenkopf in der Kategorie „Große Unternehmen“.[16]

- Wegen hoher Sozial- und Umweltstandards wurde die Carus-Leuchte als erstes und bisher einziges Produkt unter den LED-Leuchten mit dem Blauen Engel ausgezeichnet.[12]
- 2018: Kollegium von Seidel wird als "Menschen des Respekts" ausgezeichnet[17]